# 하이델베르크시멘트

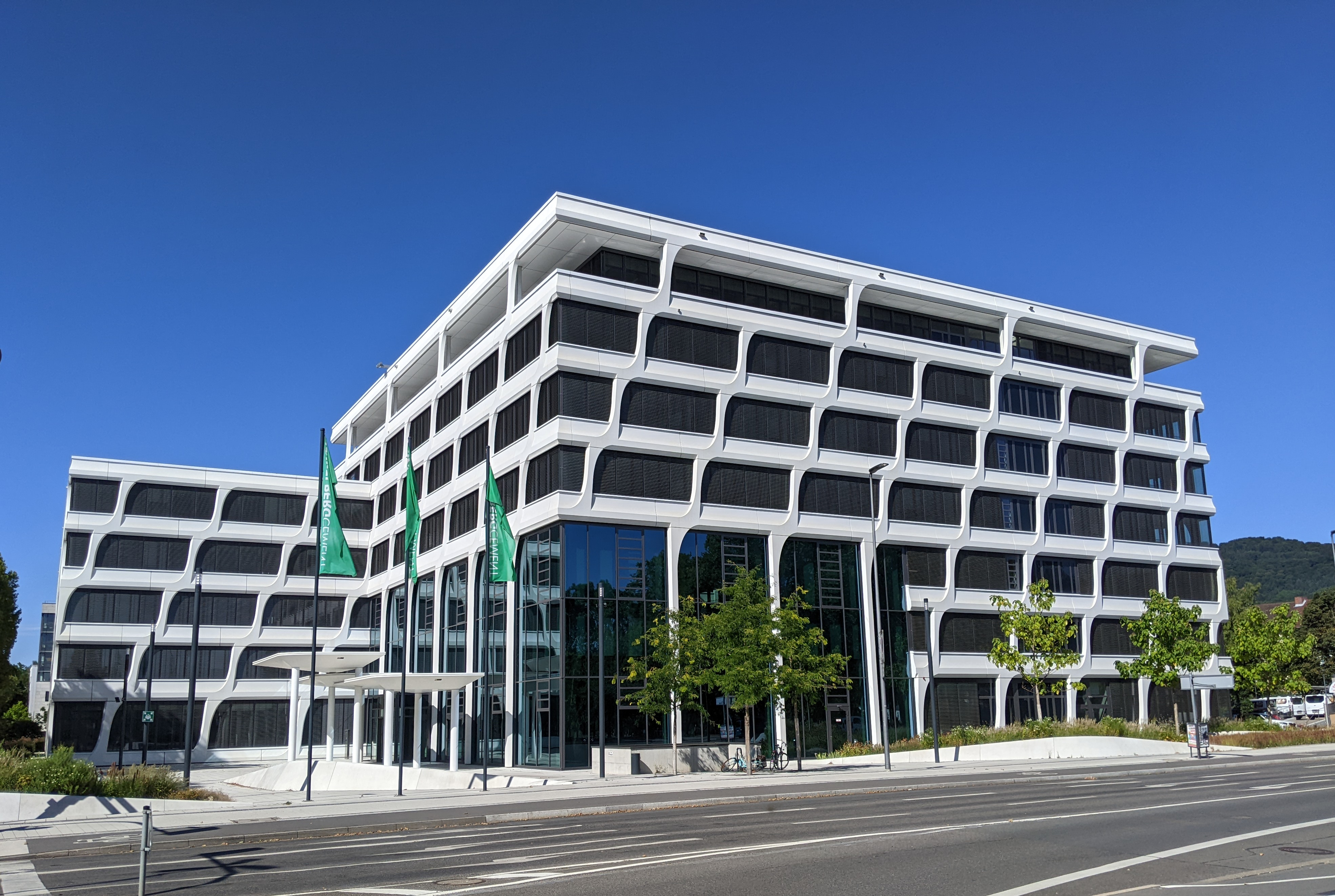

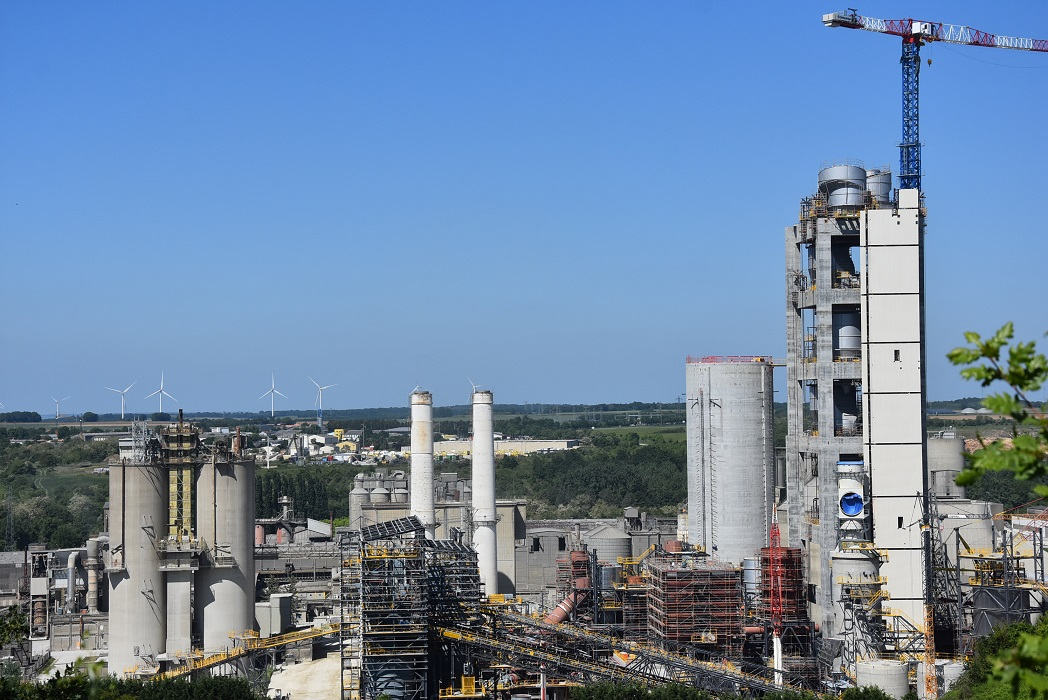
프랑스, 2025년 봄 건설 예정인 시멘트 공장

하이델베르크시멘트(HeidelbergCement)는 독일 하이델베르크에 본사를 둔 독일의 다국적 건축재료 기업이다. DAX 기업이며 세계 최대의 건축재료 기업들 중 하나이다.
약 60개국에서 활동하며 3,000곳의 생산지에서 57,000명의 직원을 보유하고 있다.
1874년 6월 5일 독일 바덴뷔르템베르크주 하이델베르크의 Johann Philipp Schifferdecker가 설립하였다.

## 같이 보기
- 홀심
- 세멕스